# Кэт среди голубей
«Кэт  среди голубей» — роман английской писательницы Джулии Голдинг для подростков. Книга впервые была опубликована в 2006 году. Книга рассказывает историю о борьбе раба Педро за свободу. Главная героиня — Кэт, девочка лет 12, лучшая подруга Педро.

## Содержание
Действие разворачивается в Лондоне конца XVIII века, когда рабство было только что отменено на Британских островах, но все ещё было распространено в Британской Вест-Индии.
Рабовладелец, мистер Хокинс, приезжает в Лондон и пытается найти и вернуть своего бывшего раба Педро. Но ему помешала девочка Кэт, но Хокинс клянется, что  вернуться снова.
Друзья Педро, Кэт, Фрэнк, Лиззи, Сид пытаются спасти его от нового рабства. Кэт ищут по всему Лондону полицейские, пришедшие для её ареста за то, что она укусила мистера Хокинса после того, как он насмехался над ней.
Переодевшись мальчиком с помощью своих друзей Фрэнка и Чарли, она поступает в аристократическую школу-интернат и изучает латынь и фехтование, которым девочек в те времена никогда не учили.
В этой школе Ричмонд, сын владельца плантации, находит у Кэт с медальоном против рабства, после чего он и его дружки избивают её.
Тем временем Педро поймали агенты, нанятые мистером Хокинс. Кэт узнает, где держат в заточении Педро, но не может сообщить в полицию, так как у неё нет доказательств против мистера Хокинса.
Когда мистер Хокинс собирается с пойманным Педро подняться на борт судна, который отплывает в Вест-Индию, в порт прибегают Кэт с друзьями, мистером Эквайно и герцогиней, чтобы спасти Педро. Вызванная полиция освобождает Педро...